# 凯特琳·诺布斯
凯特琳·诺布斯（英語：Kaitlin Nobbs，1997年9月24日—），澳大利亚女子曲棍球运动员。她曾代表澳大利亚参加2018年和2022年英联邦运动会曲棍球比赛，获得二枚银牌。她也曾参加2020年夏季奥林匹克运动会。